# Chiesa cattolica eritrea
La Chiesa cattolica eritrea è una comunità cattolica diffusa in Eritrea che usa la variante etiope del rito alessandrino e che è stata riconosciuta il 19 gennaio 2015 come Chiesa metropolitana sui iuris nell'ambito della Chiesa cattolica.

## Storia

### Inizio
Nel 1839 è arrivato nel territorio che adesso si chiama Eritrea e il nord d'Etiopia san Giustino de Jacobis, lazzarista italiano, che ha preferito usare nella liturgia il rito alessandrino nella sua forma locale in lingua ge'ez e non il rito romano in lingua latina. Un numero considerevole di chierici e laici, attratti dalla sua santità e dal suo insegnamento, sono entrati in comunione con la Chiesa cattolica, dando inizio a una comunità cattolica di rito alessandrino sotto la guida del Vicariato Apostolico dell'Abissinia, che dalla sua sede a Cheren continuava l'opera di san Giustino de Jacobis, morto nel 1860 sulla strada per Halai (Eritrea), ove contava di poter ristabilire la propria salute.

### Colonia italiana
Nel 1890 l'Eritrea, di cui l'occupazione italiana è cominciata pochi anni prima, è stata dichiarata colonia italiana. In vista del consolidamento del potere italiano, la Santa Sede ha eretto il 19 settembre 1894 la Prefettura apostolica dell'Eritrea, separando il territorio italiano dal Vicariato apostolico (lazzarista) dell'Abissinia, la cui sede allora era a Cheren, città che così è diventata la prima sede della nuova prefettura apostolica affidata a dei cappuccini italiani. Con una proclamazione del 23 febbraio 1895, il governatore dell'Eritrea italiana ha espulso i rimanenti missionari lazzaristi, allora prevalentemente francesi, accusati a torto di fomentare una resistenza armata.
Il 7 febbraio 1911, la Prefettura apostolica dell'Eritrea è stata promossa al rango di Vicariato apostolico, così che faceva capo a un vescovo titolare e non più a un semplice sacerdote, e la sede è stata trasferita da Cheren ad Asmara.
Anche per servire gli immigrati italiani, i cappuccini promuovevano l'uso del rito romano, causando scontento ai cattolici eritrei. Di conseguenza, nel 1927 è stato inviato in Eritrea come Visitatore Apostolico il futuro cardinale Alexis-Henri-Marie Lépicier, nominato arcivescovo titolare di Tarso. I sacerdoti eritrei gli dichiarano: "Sia benedetta la tua venuta, tu hai scrutato i nostri segreti, ed hai curato le nostre piaghe, dimostrandoti sanatore efficace delle piaghe dei cuori. E ciò lo diciamo senza menzogna, bensì informati delle riforme che fai, affinché sia salda l'unità". Il sacerdote Kidanè-Maryam Cassà è stato nominato pro-vicario per i cattolici di rito alessandrino e poi, il 4 luglio 1930, vescovo a capo di un ordinariato indipendente dal vicariato apostolico. Egli è considerato il primo vescovo cattolico negro africano dei tempi moderni.
Così il Vicariato apostolico dell'Eritrea è diventato una giurisdizione ecclesiastica esclusivamente latina. A causa della continua immigrazione di italiani, il numero dei suoi fedeli è giunta a superare di molto quello dell'ordinariato orientale, come testimonia anche l'impressionante chiesa, dedicata alla Beata Vergine del Rosario, costruita nel 1923 come sede del Vicariato e che ancora oggi, dopo l'estinzione nel 1995 del Vicariato e la conseguente riduzione dell'edificio a chiesa parrocchiale dell'Arcieparchia di Asmara, è comunemente chiamata "la cattedrale" di Asmara.
Nell'Eritrea italiana dei primi anni 1940, quasi il 28% della popolazione era di religione cattolica. Gli italiani presenti formavano il 12% della popolazione, e molti altri, soprattutto quelli di razza mista, appartenevano pure alla Chiesa latina. L'ondata di nuovi immigrati aveva in pochi anni convertito Asmara in pratica in una città italiana, passata da 4.000 italiani e 12.000 africani nel 1935 a 48.000 italiani e 36.000 africani nel 1939. Nello stesso periodo il numero di italiani residenti in Eritrea è aumentato da 4.600 a 75.000.

### Associazione con l'Etiopia
Dopo la seconda guerra mondiale e l'affidamento dell'Eritrea all'amministrazione etiopica, si è verificato un rapido calo della presenza di italiani. Il censimento britannico del 1949 rilevava fra gli ormai 127.579 abitanti di Asmara solo 17.183 italiani. Nel 1975, con l'inizio dei conflitti tra l'Eritrea indipendentista e l'Etiopia, il governo italiano istituì un ponte aereo per portare a Roma quasi tutti i membri della comunità italiana di Asmara. Si è invertita così la relazione fra il Vicariato apostolico latino e l'Ordinariato di rito alessandrino.
L'Ordinariato dell'Eritrea è diventato l'Esarcato apostolico (l'equivalente orientale di un Vicariato apostolico latino) di Asmara il 31 ottobre 1951, nella stessa data in cui è stato creato l'Esarcato apostolico di Addis Abeba. Il Vicariato apostolico (dal 1930 per i soli latini), il cui nome è stato cambiato il 25 luglio 1959 in Vicariato apostolico di Asmara, manteneva il suo rango, nonostante il ridotto numero dei suoi fedeli; ma dopo il ritiro il 2 giugno 1974 del suo quarto ed ultimo Vicario apostolico, non gli è stato nominato alcun successore, e l'amministrazione del Vicariato è stata affidata al frate cappuccino Luca Milesi, il quale è diventato vescovo, come primo Eparca di Barentù, solo dopo la soppressione del Vicariato nel 1995.
Il 9 aprile 1961 la circoscrizione ecclesiastica eritrea di rito alessandrino-etiopico è diventata Eparchia di Asmara, suffraganea dell'Arcieparchia di Addis Abeba e una delle tre eparchie che costituivano la nuova Chiesa cattolica etiope.
Più tardi nello stesso anno 1961, ha avuto inizio la lunga guerra d'indipendenza dell'Eritrea, conclusa nel 1991 con la vittoria degli eritrei e degli alleati ribelli etiopi.

### Eritrea indipendente
Il 21 dicembre 1995, sono state erette, con territori tolti dall'Eparchia di Asmara, due nuove eparchie in Eritrea, quelle di Barentù e di Cheren. Allo stesso tempo è stato soppresso il vicariato apostolico. Da allora, i pochi fedeli di rito latino sono affidati alla cura pastorale di vescovi cattolici orientali, situazione verificatasi in nessuna altra nazione. Sempre con territorio dismembrato dall'Eparchia di Asmara, e stata aggiunta una quarta eparchia, quella di Saganèiti, il 24 febbraio 2012.
Queste quattro eparchie eritree facevano inizialmente parte della Chiesa cattolica etiope. Il 19 gennaio 2015 papa Francesco, con la bolla Multum fructum, ha reso indipendente la Chiesa eritrea con l'istituzione di una Chiesa metropolitana sui iuris separata dalla Chiesa metropolitana sui iuris etiope.

## Organizzazione
Secondo il Codice dei canoni delle Chiese orientali, la Chiesa cattolica eritrea, essendo una Chiesa sui iuris metropolitana, è retta dall'Arcieparca Metropolitano e dal Consiglio dei Gerarchi, che deve riunirsi almeno una volta ogni anno.
Come ha spiegato l'Ufficio Stampa della Santa Sede in occasione della creazione della Chiesa sui iuris eritrea, "Il Metropolita di una Chiesa sui iuris entro i confini della medesima Chiesa esercita la sua potestà sugli altri Vescovi, il clero e gli altri fedeli a norma dei canoni [155–173 del Codice dei canoni delle Chiese orientali]. In questo suo compito è coadiuvato dagli altri Vescovi riuniti nel Consiglio dei Gerarchi. A questo organo collegiale di governo spetta il potere legislativo, quello di presentare la terna dei candidati all’episcopato per la successiva nomina da parte del Romano Pontefice, la gestione delle norme liturgiche e tutte le altre competenze necessarie per il governo della Chiesa sui iuris previste dal diritto".
Gli eparchi eritrei, mentre erano ancora (fino al 19 gennaio 2015) membri della Chiesa cattolica orientale etiope, erano membri anche di quello che si chiamava l'Assemblea dei Gerarchi Cattolici d'Etiopia ed Eritrea, una conferenza episcopale alla quale partecipavano vescovi sia orientali che latini e della quale gli statuti erano stati approvati dalla Santa Sede l'8 dicembre 2001. Dato che le conferenze episcopali sono un istituto del diritto canonico latino, non esiste alcuna conferenza episcopale eritrea.
Già prima della separazione degli eparchi eritrei dalla Chiesa cattolica etiope, i loro rapporti con la Santa Sede avvenivano per un canale diverso da quello usato dai vescovi etiopi. Avevano residenza nella capitale etiope i primi due nunzi apostolici presso il governo eritreo, il quale però poi non ha più accettato l'accreditamento di un diplomatico residente in una nazione con la quale l'Eritrea era stata in guerra dal 1998 al 2000, motivo per cui la Santa Sede ha affidato il compito di occuparsi degli affari eritrei al nunzio residente a Khartum (Sudan), il quale da allora fa da tramite per tutte le relazioni fra la Santa Sede e le eparchie eritree. Infatti, per la Chiesa cattolica, il compito principale del rappresentante pontificio non riguarda il governo civile ma è quello di "rendere sempre più saldi ed efficaci i vincoli di unità che intercorrono tra la Sede Apostolica e le Chiese particolari". Così, mentre i tramiti per l'erezione delle eparchie di Barentù e di Cheren nel 1995 passarono per la nunziatura apostolica ad Addis Abeba, che allora faceva capo a monsignor Patrick Coveney, arcivescovo titolare di Satriano, è stata quella di Khartum, dove era nunzio monsignor Leo Boccardi, arcivescovo titolare di Bitetto, che si è occupata della creazione dell'eparchia di Saganèiti nel 2012.

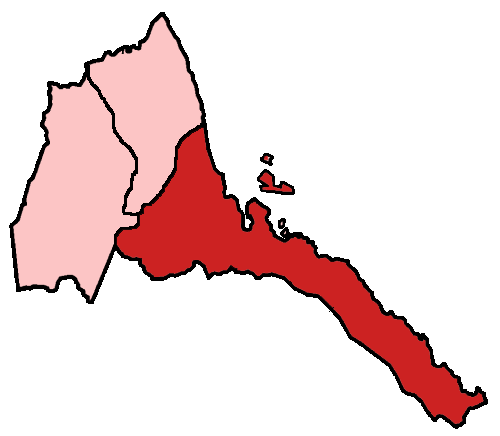
Le eparchie eritree 1995–2012. In rosso quella di Asmara, parte della quale divenne nel 2012 l'eparchia di Saganèiti. Nell'ovest, quella di Barentù; nel nord, quella di Cheren.

### Eparchie costituenti

Regione Mar Rosso Meridionale dell'Eritrea, che fa parte del territorio dell'eparchia di Saganèiti

Regione Sud dell'Eritrea, parte della quale è nell'arcieparchia di Asmara e parte, ivi compresa la cittadina di Saganèiti, nell'eparchia di Saganèiti

La Chiesa cattolica eritrea è costituita dalle seguenti quattro circoscrizioni ecclesiastiche:
- Arcieparchia di Asmara (arcieparca: Menghesteab Tesfamariam, M.C.C.I.), con tre eparchie suffraganee:
  - Eparchia di Barentù (eparca: Thomas Osman, O.F.M.Cap.): i fedeli sono in gran parte dell'etnia Cunama
  - Eparchia di Cheren (eparca: Kidane Yebio): i fedeli sono in gran parte dell'etnia Bilen
  - Eparchia di Saganèiti (eparca: Fikremariam Hagos Tsalim)

## Statistiche 2016

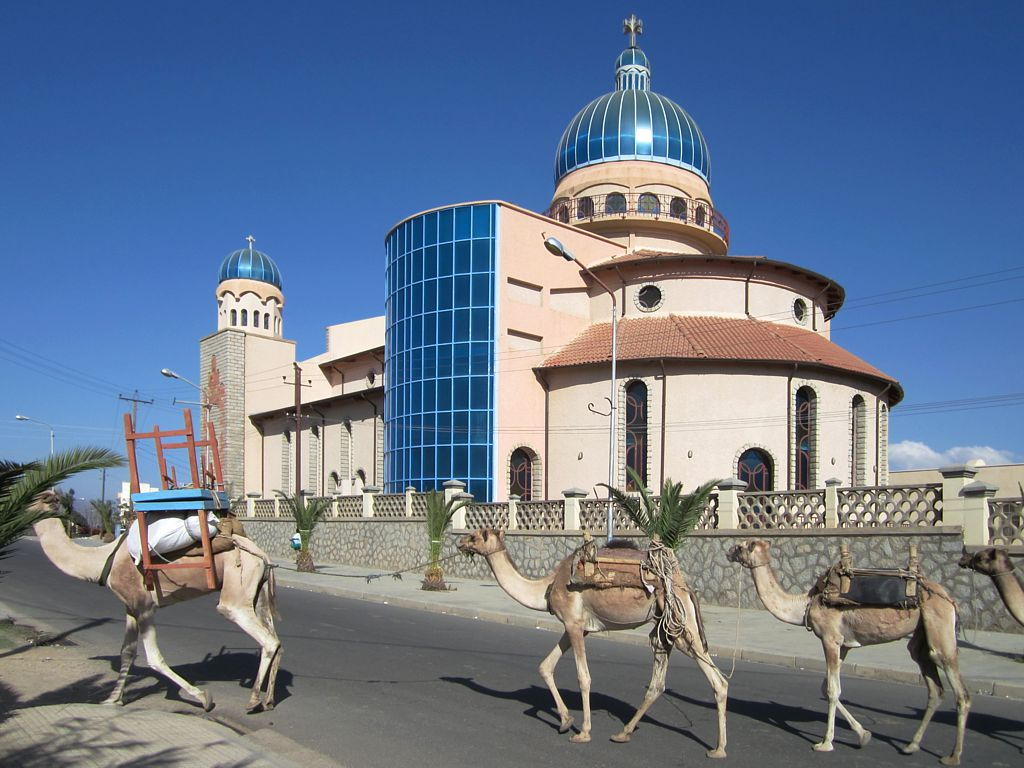
Una chiesa cattolica a Cheren

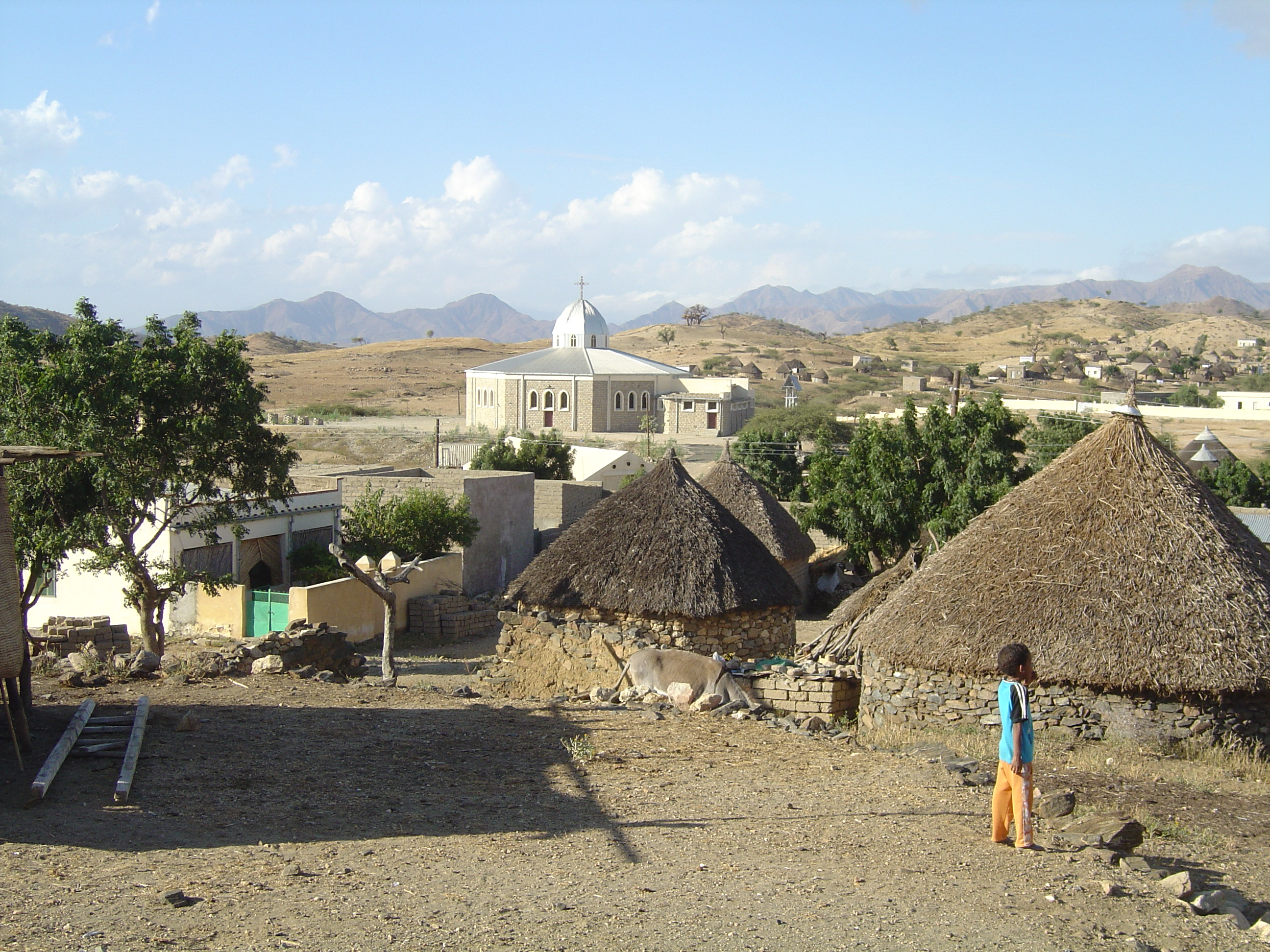
Chiesa cattolica a Halib Mentel (eparchia di Cheren)

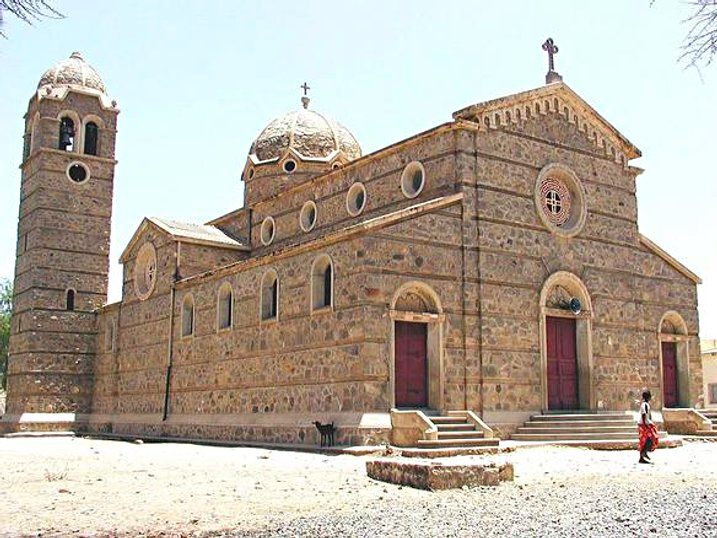
Chiesa cattolica a Akrur (eparchia di Saganèiti)

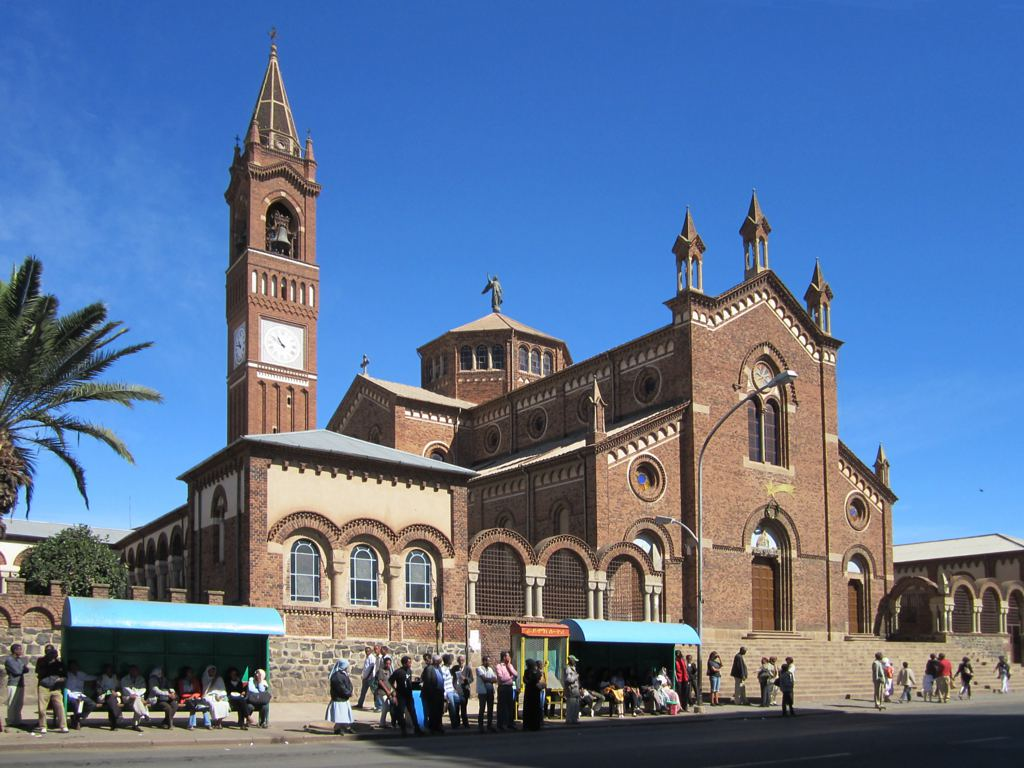
Chiesa che fino al 1995 era quella principale del Vicariato apostolico di Asmara

Dati statistici, riferiti al 2016, riportati dal sito della Catholic Near East Welfare Association.
| Eparchia             | Asmara | Barentù | Cheren | Saganèiti | Totale  |
| -------------------- | ------ | ------- | ------ | --------- | ------- |
| Fedeli               | 31.850 | 45.580  | 49.538 | 35.560    | 162.528 |
| Vescovi residenti    | 2      | 1       | 1      | 1         | 5       |
| Parrocchie           | 59     | 13      | 44     | 34        | 107     |
| Sacerdoti eparchiali | 20     | 7       | 51     | 25        | 103     |
| Sacerdoti religiosi  | 316    | 20      | 22     | 37        | 395     |
| Religiosi            | 602    | 22      | 63     | 90        | 777     |
| Religiose            | 498    | 35      | 81     | 105       | 719     |
| Diaconi permanenti   | 2      | 0       | 0      | 0         | 2       |
| Seminaristi          | 208    | 9       | 24     | 13        | 254     |

## Relazioni con il governo eritreo
A partire dal 2004, il governo degli Stati Uniti d'America classifica l'Eritrea come nazione di preoccupazione particolare per quello che riguarda la libertà religiosa. Prende nota però di alcune poche e modeste concessioni di cui gode esclusivamente la Chiesa cattolica: le è permesso di ospitare alcuni chierici stranieri, può ricevere finanziamenti dalla Santa Sede, alcuni pochi membri possono viaggiare all'estero per fini religiosi o per formazione, e sono esenti dal servizio nazionale i seminaristi e le religiose. Il servizio nazionale si impone a quasi tutti gli eritrei, uomini e donne, di età fra gli anni 18 e 40 o in molti casi 50 anni ed è spesso di durata indeterminata.
Il 25 maggio 2014, 23º anniversario dell'indipendenza dello stato eritreo, i quattro eparchi cattolici hanno pubblicato una lettera pastorale, che alcuni hanno interpretato come un atto di accusa contro il governo. Gli eparchi hanno parlato, fra l'altro, della massiva fuga di giovani all'estero in cerca di una vita migliore ma che in alcuni finiscono il viaggio annegati nel Mediterraneo. Hanno ripetuto quello che avevano già detto nel 2001: "Non ha senso chiedersi: perché i nostri giovani abbandonano il loro paese? - dal momento che nessuno lascia un paese che offre latte e miele, come si suole dire, per sistemarsi in un altro che offre le stesse opportunità. Se la patria fosse uno spazio dove regna la pace e la libertà e dove non manca il lavoro, non ci sarebbe nessun motivo per scegliere la via dell'esilio, della solitudine e delle difficoltà di ogni genere". Hanno dichiarato che "la delusione per il mancato raggiungimento dei fini che ci si proponeva, la vanificazione delle proprie aspettative, il guardare a terre lontane come all'unica alternativa per un'autorealizzazione, stanno inducendo un numero sempre crescente di persone alla frustrazione e alla disperazione. Ci si trova all'interno di un orizzonte che si fa sempre più cupo e più pesante. Di pari passo, la disgregazione della famiglia all'interno del paese – a causa del servizio militare senza limiti di tempo e senza retribuzione, della reclusione di molti giovani nelle prigioni e nei centri di ridisciplinamento, ecc. – sta esponendo alla miseria non solo genitori anziani e senza supporto, ma intere famiglie, con gravi ricadute non solo a livello economico, ma anche psicologico e mentale".
L'agenzia eritrea TesfaNews ha messo in dubbio la sincerità degli eparchi e ha interpretato delle informazioni provenienti da Wikileaks come indicazione che l'Arcieparca, "capo religioso al timone della capitale Asmara, è certificatamente anti-governo e anti-servizio nazionale",

## Metropolita
Elenco dei Metropoliti della Chiesa eritrea:
- Arcivescovo Menghesteab Tesfamariam, M.C.C.J., dal 19 gennaio 2015